# Aaron Paul
Pour les articles homonymes, voir Paul.
Aaron Paul Sturtevant, dit Aaron Paul /ˈɛɹən pɔl/, est un acteur américain, né le 27 août 1979 à Emmett (Idaho).
Il est principalement connu pour son rôle de Jesse Pinkman dans la série télévisée Breaking Bad (qu'il reprend par la suite dans le film El Camino et le spin-off Better Call Saul) ainsi que pour le rôle de Tobey Marshall dans le film Need for Speed en 2014.

## Biographie

### Jeunesse
Aaron Paul Sturtevant est le dernier des quatre enfants de Darla et Robert Sturtevant, un pasteur. Il grandit à Boise et, très tôt, il ambitionne de devenir acteur. Après avoir terminé sa scolarité au Centennial High School à Boise, il quitte l'Idaho à 17 ans pour rejoindre Los Angeles.

### Carrière
Il débute en apparaissant dans des publicités et des clips musicaux, puis il enchaîne des rôles secondaires dans de nombreuses séries. Il fait également une apparition remarquée dans la version américaine du Juste Prix. Il fut sélectionné comme candidat en 2000, et fut un candidat fantasque et surexcité, qui passa à côté du gain d'une voiture pour l'avoir surévaluée de 132 dollars.
En 2007, il intègre la série Big Love pour incarner un personnage récurrent, Scott Quittman.
En 2008, Aaron est engagé pour incarner Jesse Pinkman dans Breaking Bad, personnage qui était censé mourir à la fin de la première saison. Mais constatant l'alchimie entre Aaron Paul et Bryan Cranston, le créateur de la série Vince Gilligan a finalement décidé de sauver Jesse pour qu'il demeure un personnage majeur dans les saisons suivantes.

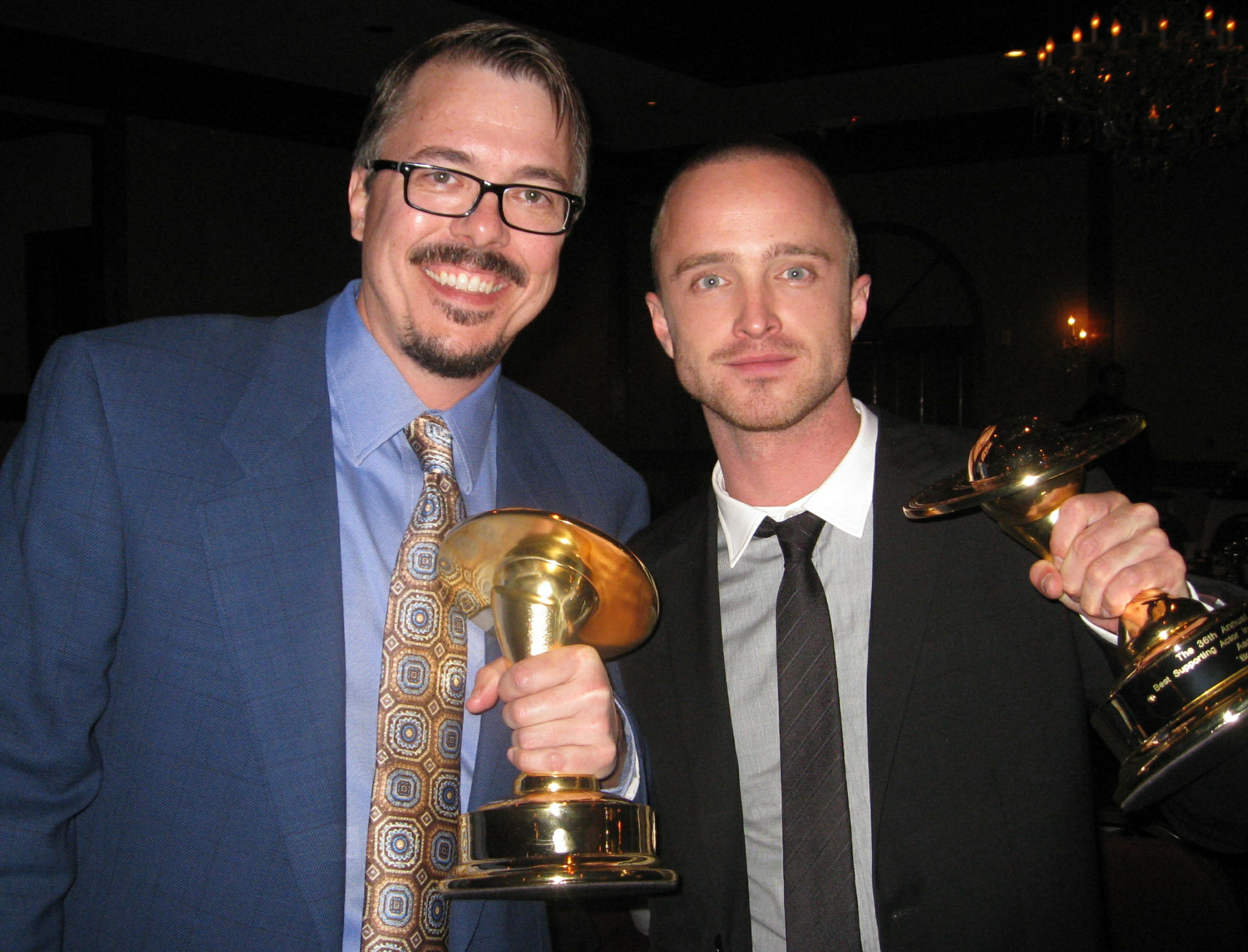
Vince Gilligan et Aaron Paul en 2010.

En 2010, Aaron Paul reçoit l'Emmy Award du meilleur acteur dans un second rôle dans une série dramatique pour sa prestation dans Breaking Bad. 
En septembre 2012, il reçoit un deuxième Emmy Award de nouveau pour ce rôle ainsi qu'un troisième en 2014.
Parallèlement, il tente de s'imposer au cinéma en jouant dans les drames indépendants ; en 2012 avec Smashed, de James Ponsoldt, où il a pour partenaire Mary Elizabeth Winstead, et en 2014 Hellion, écrit et réalisé par Kat Candler.
La même année, il se frotte à d'autres productions : la comédie internationale A Long Way Down du français Pascal Chaumeil, puis le film d'action Need for Speed de Scott Waugh. Les deux films sont des échecs critiques et commerciaux. Sa participation au blockbuster Exodus de Ridley Scott est cependant minorée par le succès modeste du film.
En 2015, il continue d'évoluer auprès d'acteurs confirmés avec le drame Fathers and Daughters de Gabriele Muccino, mené par Russell Crowe, puis joue dans le thriller fantastique La 9e Vie de Louis Drax d'Alexandre Aja. Pour cette collaboration internationale, il donne la réplique à d'autres valeurs montantes : Jamie Dornan et Sarah Gadon.
La même année, il tient enfin le premier rôle masculin du thriller Eye in the Sky de Gavin Hood. Il évolue l'année d'après dans le thriller Triple Nine, de John Hillcoat, où il donne la réplique à Kate Winslet et Woody Harrelson.
En 2019, il reprend son rôle de Breaking Bad en tant que Jesse Pinkman, le temps du film El Camino afin de clore l'histoire de son personnage, 6 ans après la fin de la série.

## Vie privée
Au cours de l'année 2010, il rencontre Lauren Parsekian, pour la première fois lors du festival de Coachella,, mais ce n'est qu'un an plus tard qu'ils se retrouvent au même endroit et entament une relation. Le 26 mai 2013, le couple se marie à Malibu, en Californie.
Le 9 février 2018, il publie une photo sur Instagram révélant la naissance de son premier enfant, une fille prénommée Story Annabelle.
En avril 2022, il annonce la naissance de son deuxième enfant, un garçon appelé Ryden Caspian Paul, dont Bryan Cranston, avec qui il a partagé l'affiche de la série Breaking Bad, est le parrain.

## Filmographie

### Cinéma

#### Longs métrages
- 2000 : Dangereuse Séduction (Whatever It Takes) de David Raynr : Floyd
- 2001 : K-PAX : L'Homme qui vient de loin (K-PAX) de Iain Softley : Michael Powell, âgé de 21 ans
- 2002 : American Party : Van Wilder, relations publiques (National Lampoon's Van Wilder) de Walt Becker : la loque humaine
- 2004 : Perfect Opposites de Matt Cooper : Monty Brandt
- 2005 : Bad Girls from Valley High de John T. Kretchmer : Jonathan Warton
- 2006 : Mission impossible 3 (Mission: Impossible III) de J. J. Abrams : Rick
- 2006 : Choking Man de Steve Barron : Jerry
- 2007 : Daydreamer de Brahman Turner :  Clinton Roark
- 2008 : Say Goodnight de David VonAllmen : Victor
- 2009 : La Dernière Maison sur la gauche (The Last House on the Left) de Dennis Iliadis (en) : Francis
- 2010 : Wreckage de John Mallory Asher : Rick
- 2012 : Smashed de James Ponsoldt : Charlie Hannah
- 2013 :  Quad de Michael Uppendahl : Adam Niskar
- 2013 : Decoding Annie Parker de Steven Bernstein (en) : Paul
- 2014 : Hellion de Kat Candler : Hollis Wilson
- 2014 : Up and Down (A Long Way Down) de Pascal Chaumeil : J. J.
- 2014 : Need for Speed de Scott Waugh[12] : Tobey Marshall
- 2014 : Exodus: Gods and Kings de Ridley Scott : Josué
- 2015 : Eye in the Sky de Gavin Hood : Steve Watts
- 2015 : Père et Fille (Fathers and Daughters) de Gabriele Muccino : Cameron
- 2016 : Triple 9 de John Hillcoat : Gabe Welch
- 2016 : Agents presque secrets (Central Intelligence) de Rawson Marshall Thurber : Phil
- 2016 : La Neuvième Vie de Louis Drax (The 9th Life of Louis Drax) d'Alexandre Aja : Peter Drax
- 2016 : Jeu trouble (Come and Find Me) de Zack Whedon : David
- 2018 : American Woman de Jake Scott : Chris
- 2018 : Welcome Home de George Ratliff : Bryan Palmer
- 2019 : El Camino : Un film Breaking Bad (El Camino: A Breaking Bad Movie) de Vince Gilligan : Jesse Pinkman
- 2019 : The Parts You Lose de Christopher Cantwell
- 2020 : Quad (Adam) de Michael Uppendahl :  Adam Niskar
- 2022 : Dual de Riley Stearns
- 2025 : Ash de Flying Lotus : Brion

#### Courts métrages
- 2005 : Candy Paint d'Andrew Waller : Brad Miller
- 2007 : Leo de Joseph D. Reitman : Hustler
- 2010 : Weird: The Al Yankovic Story d'Eric Appel : Weird Al
- 2011 : Quirky Girl d'Alex Fernie : Joseph
- 2013 : Chicks'n'Guns de Michelle MacLaren : Jesse Pinkman

#### Films d'animation
- 2000 : Gloups ! je suis un poisson (Hjælp! Jeg er en fisk) de Michael Hegner et Stefan Fjeldmark : Chuck (voix anglaise)
- 2016 : Kingsglaive: Final Fantasy XV de Takeshi Nozue : Nyx Ulric[13] (voix anglaise)

### Télévision

#### Téléfilms
- 1998 : Even the Losers de Sara Gilbert : rôle inconnu
- 1999 : Locust Valley de Peter Lauer : Gregor
- 2002 : Wasted de Stephen Kay : Owen
- 2003 : The Snobs de Pamela Fryman : Clay
- 2012 : Robot Chicken: DC Comics Special de Seth Green : Glenn (animation, voix originale)

#### Séries télévisées
- 1999 : Beverly Hills (Beverly Hills, 90210) : Chad (saison 9, épisode 20)
- 1999 : Melrose Place : le 2e garçon de la fraternité au bar à gauche (saison 7, épisode 30)
- 1999 : Susan! : Zipper (saison 3, épisode 23)
- 1999 : Troisième planète après le Soleil (3rd Rock from the Sun) : l'étudiant (saison 4, épisode 24)
- 2000 : La Famille Green (Get Real) : Derek (saison 1, épisode 20)
- 2001 : La Double Vie d'Eddie McDowd (100 Deeds for Eddie McDowd) : Ethan (saison 2, épisode 4)
- 2001 : Division d'élite (The Division) : Tyler Petersen (saison 1, épisode 10)
- 2001 : Nikki : Scott (saison 1, épisode 22)
- 2001 : Le Protecteur (The Guardian) : Ethan Ritter (saison 1, épisode 5)
- 2001 : X-Files : Aux frontières du réel (The X-Files) : David « Sky Commander Winky » Winkle (saison 9, épisode 5)
- 2001-2002 : Amy : « X-Ray » Conklin (2 épisodes)
- 2002 : New York Police Blues (NYPD Blue) : Marcus Denton (saison 9, épisode 12)
- 2002 : Les Experts (CSI: Crime Scene Investigation) : Peter Hutchins Jr. (saison 2, épisode 17)
- 2002 : Les Anges de la nuit (Birds of Prey) : Jerry (2 épisodes)
- 2003 : Urgences (ER) : Doug (saison 9, épisode 12)
- 2003 : Le Cartel (Kingpin) : Stoner (mini-série, épisode 2)
- 2003 : Les Experts : Miami (CSI: Miami) : Ben Gordon (saison 1, épisode 20)
- 2003 : Haine et Passion (The Guiding Light) : Adrian Pascal (1 épisode)
- 2003 : Threat Matrix : Shane (saison 1, épisode 4)
- 2004 : Line of Fire : Drew Parkman (saison 1, épisode 8)
- 2005 : Veronica Mars : Eddie Laroche (saison 1, épisode 11)
- 2005 : Le Monde de Joan (Joan of Arcadia) : Denunzio (saison 2, épisode 18)
- 2005 : Point Pleasant, entre le bien et le mal (Point Pleasant) : Mark Owens (3 épisodes)
- 2005 : Esprits criminels (Criminal Minds) : Michael Zizzo (saison 1, épisode 10)
- 2005 : Sleeper Cell : l'adolescent no 1 (saison 1, épisode 1)
- 2006 : Bones : Stew Ellis (saison 1, épisode 12)
- 2006 : Ghost Whisperer : Link Hofstadter (saison 1, épisode 19)
- 2007-2011 : Big Love : Scott Quittman (14 épisodes)
- 2008-2013 : Breaking Bad : Jesse Pinkman (62 épisodes)
- 2009-2010 : Breaking Bad: Original Minisodes : Jesse Pinkman (mini-série, 2 épisodes)
- 2013 : Saturday Night Live : Jesse Pinkerman, Meth Nephew et divers (saison 39, épisode 1)
- 2016-2018 : The Path : Eddie Lane (36 épisodes)
- 2017 et 2023 : Black Mirror : Gamer691 (voix - saison 4, épisode 1) et Cliff Stanfield (saison 6, épisode 3)
- 2019 : Truth Be Told : Le Poison de la vérité (Truth Be Told) : Warren Cave (8 épisodes)
- 2020 - 2022 : Westworld : Caleb Nichols (13 épisodes)
- 2022 : Better Call Saul : Jesse Pinkman (2 épisodes)
- 2023: Philadelphia: lui-même

#### Séries d'animation
- 2012 : Tron : La Révolte (TRON: Uprising) : Cyrus (3 épisodes)
- 2013 : Les Simpson : Jesse Pinkman (voix originale - saison 24, épisode 17)
- 2014-2019 : BoJack Horseman : Todd Chavez, Skippy et le prince Gustav (61 épisodes)
- 2025 : Invincible : Powerplex (voix originale - saison 3, épisodes 6 & 7)

### Clips
- 2002 : Thoughtless de Korn (Untouchables), où il incarne le personnage principal.
- 2003 : White Trash Beautiful d'Everlast

Bande originale
- 2013 : Saturday Night Live (chant) (1 épisode)

### Production
- 2014 : BoJack Horseman (producteur exécutif)
- 2014 : Hellion (coproducteur exécutif)

### Images d'archives
- 2000 : Dangereuse séduction, le Making-of (vidéo) : Floyd (non crédité)
- 2013 : Jesse! The Breaking Bad Spin-Off (court métrage) : Jesse Pinkman
- 2014 : Lennon or McCartney de Matt Schichter (documentaire) : lui-même
- 2014 : Entertainment Tonight (1 épisode) : lui-même
- 2014 : Extra (1 épisode) : lui-même
- 2014 : The Graham Norton Show (1 épisode) : lui-même
- 2014 : Chelsea Lately (1 épisode) : Tobey Marshall dans Need for Speed
- 2014 : Saturday Night Live: Best of This Season (téléfilm) : Meth Nephew (non crédité)

## Distinctions

### Récompenses
- 2010 : Meilleur acteur dans un second rôle dans une série dramatique aux Emmy Awards pour Breaking Bad
- 2010 : Meilleur acteur dans un second rôle à la télévision aux Saturn Awards pour Breaking Bad
- 2012 : Primetime Emmy Award du meilleur acteur dans un second rôle dans une série télévisée dramatique pour Breaking Bad
- 2014 : Satellite Awards 2014 : Meilleur acteur dans un second rôle dans une série télévisée pour Breaking Bad
- 2014 : Meilleur acteur dans un second rôle aux Emmy Awards pour Breaking Bad

### Nominations
- 2009 : Meilleur acteur dans un second rôle dans une série dramatique aux Emmy Awards pour Breaking Bad

## Voix francophones
En version française,  Aaron Paul est doublé par plusieurs comédiens jusqu'à la fin des années 2000. Ainsi, il est tour à tour doublé par Yann Le Madic dans Dangereuse Séduction, Laurent Morteau dans Le Protecteur, Hervé Rey dans X-Files : Aux frontières du réel, Yoann Sover dans Les Anges de la nuit, Didier Cherbuy dans Le Monde de Joan, Alexis Tomassian dans Esprits criminels, Boris Rehlinger dans Bones, Emmanuel Karsen dans Ghost Whisperer et Sébastien Desjours dans Big Love.
Le doublant une première fois en 2005 dans Point Pleasant, entre le bien et le mal, Alexandre Gillet devient sa voix régulière à partir de 2008 et la série Breaking Bad. Il le retrouve notamment dans Smashed, Up and Down, Exodus: Gods and Kings, Triple 9, Eye in the Sky, The Path, Jeu trouble, Truth Be Told : Le Poison de la vérité ou encore lors de sa 2e participation à la série  Black Mirror. En parallèle, il est doublé à deux reprises par Axel Kiener dans La Dernière Maison sur la gauche et Need for Speed ainsi qu'à titre exceptionnel par Fabien Albanese dans Black Mirror, Marc Saez dans La Neuvième Vie de Louis Drax et Marc Arnaud dans la série Westworld puis dans le film Ash